# New (album)
New je šestnácté sólové studiové album anglického hudebníka Paula McCartneyho. Vydalo jej dne 14. října 2013 hudební vydavatelství Virgin EMI Records a jde o McCartneyho první album složené z nových skladeb od roku 2007, kdy vyšla nahrávka Memory Almost Full. Na albu se nachází celkem dvanáct písní a podíleli se na něm čtyři producenti: Mark Ronson, Ethan Johns, Paul Epworth a Giles Martin. V žebříčku UK Albums Chart se album umístilo na třetí příčce; stejného umístění dosáhlo i v Billboard 200.

## Seznam skladeb
| Pořadí | Název               | Délka |
| ------ | ------------------- | ----- |
| 1.     | Save Us             | 2:39  |
| 2.     | Alligator           | 3:27  |
| 3.     | On My Way to Work   | 3:43  |
| 4.     | Queenie Eye         | 3:47  |
| 5.     | Early Days          | 4:07  |
| 6.     | New                 | 2:56  |
| 7.     | Appreciate          | 4:28  |
| 8.     | Everybody Out There | 3:21  |
| 9.     | Hosanna             | 3:29  |
| 10.    | I Can Bet           | 3:21  |
| 11.    | Looking at Her      | 3:05  |
| 12.    | Road                | 7:39  |

## Obsazení
- Paul McCartney – zpěv, kytara, baskytara, perkuse, syntezátory, celesta, zvonkohra, klavír, bicí, mellotron, kontrabas, harmonium, cembalo, elektrické piano, klávesy, trubicové zvony
- Rusty Anderson – kytara, buzuku, doprovodné vokály
- Brian Ray – kytara, dulcimer, konga, doprovodné vokály
- Paul Wickens – klávesy, kytara, klavír, akordeon, varhany, doprovodné vokály
- Abe Laboriel, Jr. – bicí, perkuse, doprovodné vokály
- Toby Pitman – klávesy, programování
- Ethan Johns – bicí, perkuse, kytara
- Paul Epworth – bicí
- Eliza Marshall – altflétna
- Anna Noakes – altflétna
- Cathy Thompson – housle
- Laura Melhuish – housle
- Patrick Kiernan – housle
- Nina Foster – housle
- Peter Lale – viola
- Rachel Robsin – viola
- Caroline Dale – violoncello
- Katherine Jenkinson – violoncello
- Chris Worsey – violoncello
- Richard Pryce – kontrabas
- Steve McManus – kontrabas
- Steve Sidwell – trubka
- Jamie Talbot – tenorsaxofon
- Dave Bishop – barytonsaxofon